# Momy
Momy é uma comuna francesa na região administrativa da Nova Aquitânia, no departamento dos Pirenéus Atlânticos. Estende-se por uma área de 6,13 km². Em 2010 a comuna tinha 123 habitantes (densidade: 20,1 hab./km²).